# オーギュスタン・テオデュール・リボー
オーギュスタン・テオデュール・リボー（Augustin Théodule Ribot、1823年8月8日 - 1891年9月11日）はフランスの写実主義の画家である。

## 略歴
現在のウール県のSaint-Nicolas-d'Attezで生まれた。子供時代から絵を描くのが好きだったが、17歳の時父親が亡くなり、母親と妹を養うために、衣料品店の事務員になった。結婚して22歳になった時、パリに出て職人として働きながら、オーギュスト＝バルテルミー・グレーズ(Auguste-Barthélemy Glaize: 1807–1893)から絵を学んだ。1848年にアルジェリアにわたって1851年まで働いた。
パリに戻った後、働きながら、夜は静物画を描いて独学で絵の修行を続けた。18世紀前半の風俗画家、ジャン・シメオン・シャルダンの作品から影響を受けたとされる。
友人となった写実主義の画家、フランソワ・ボンヴァンが、1859年にサロンの審査に抗議するために、ボンヴァンのスタジオで写実主義の画家たちの作品を展示した時に、リボーの作品も展示され、注目されるようになり、30代後半になっていた1861年に初めて、サロン・ド・パリへの出展が認められた。1864年と1865年にサロンで賞を受賞し、画家として評価されるようになった。
静物画や風俗画の画家として評価された後、1865年には『殉教者、聖セバスティアヌス』のような歴史画も描いて評価された。1878年のパリ万国博覧会の展覧会で入賞した。この頃、パリ近郊のコロンブに移ったが病気になり、徐々に活動は低調になった。
1878年にレジオンドヌール勲章（シュヴァリエ）を受勲し、1887年にレジオンドヌール勲章（オフィシエ）を受勲した。1891年にコロンブで没した。
息子のジェルマン・リボー(Germain Ribot: 1845-1893)も画家になった。

## 作品

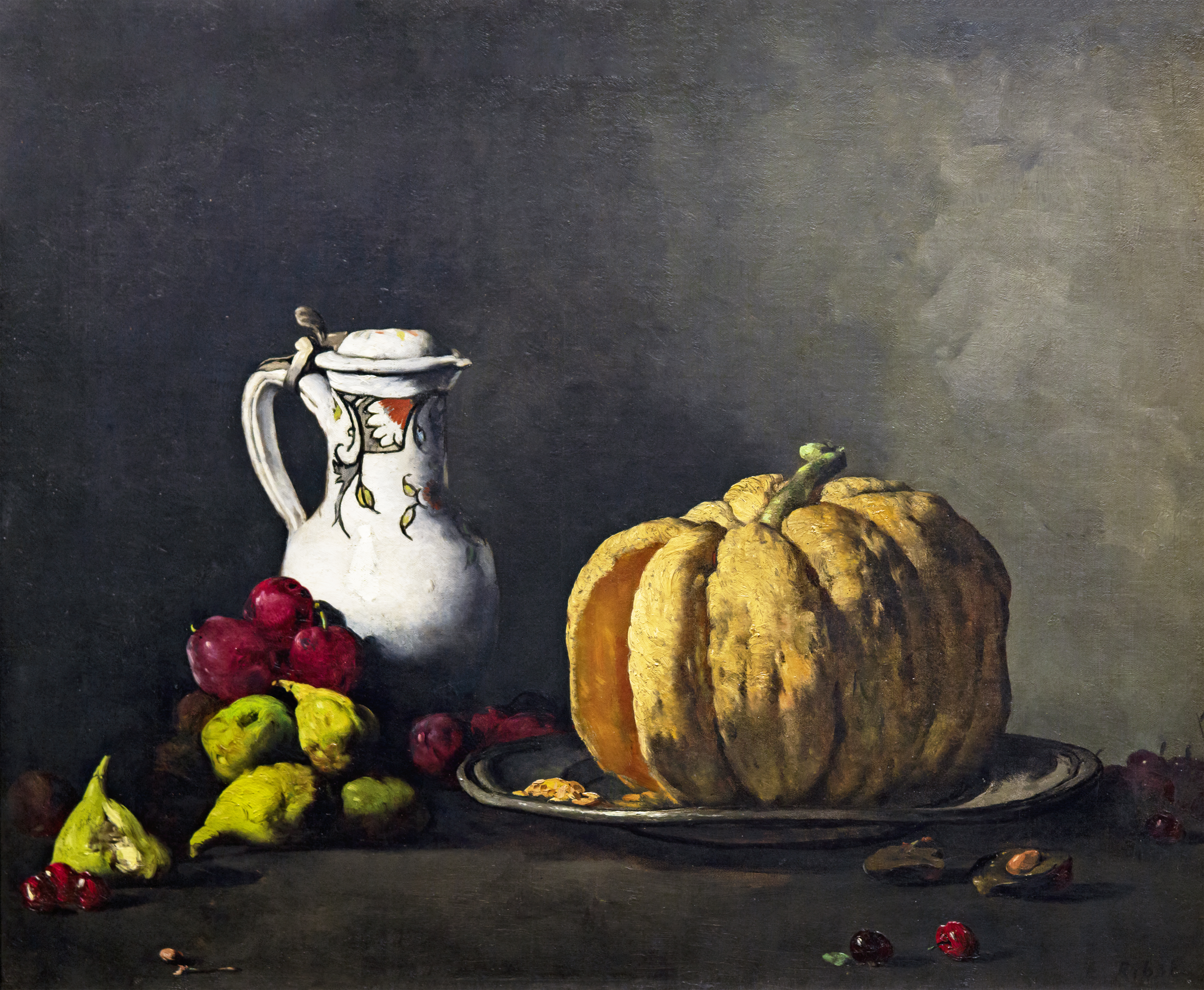
静物画 (c.1859)
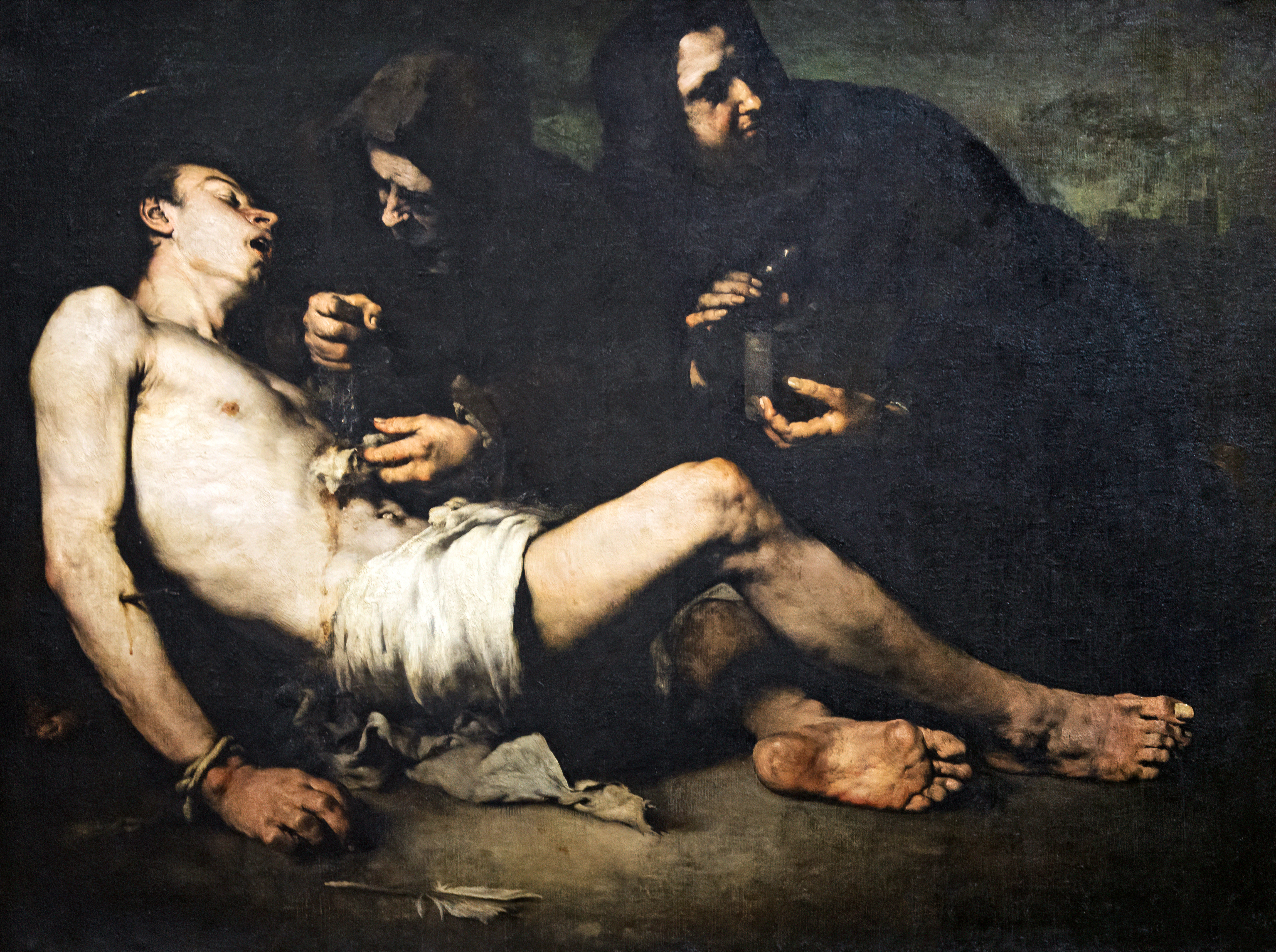
『殉教者、聖セバスティアヌス』(1865)
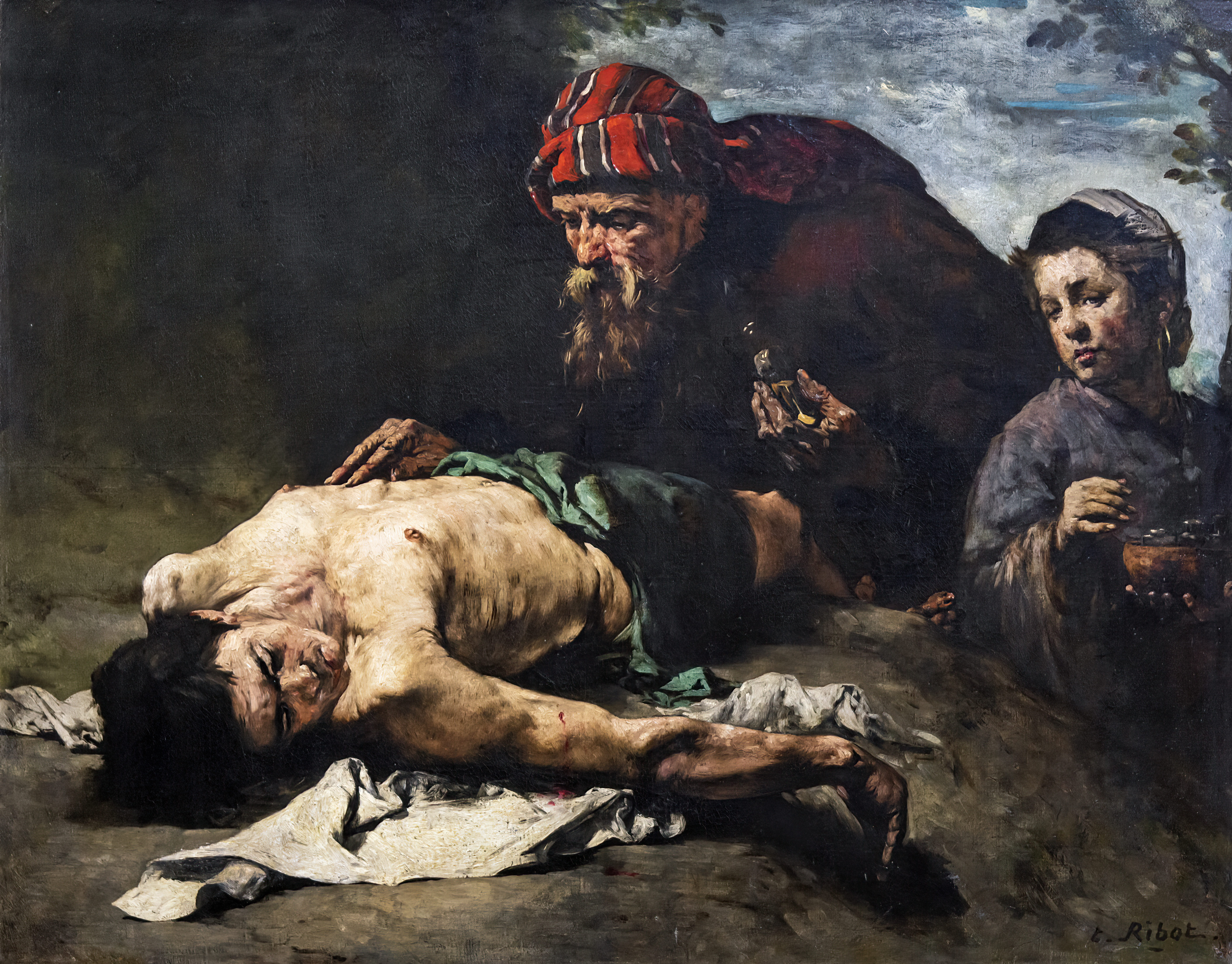
善きサマリア人 (c.1870)

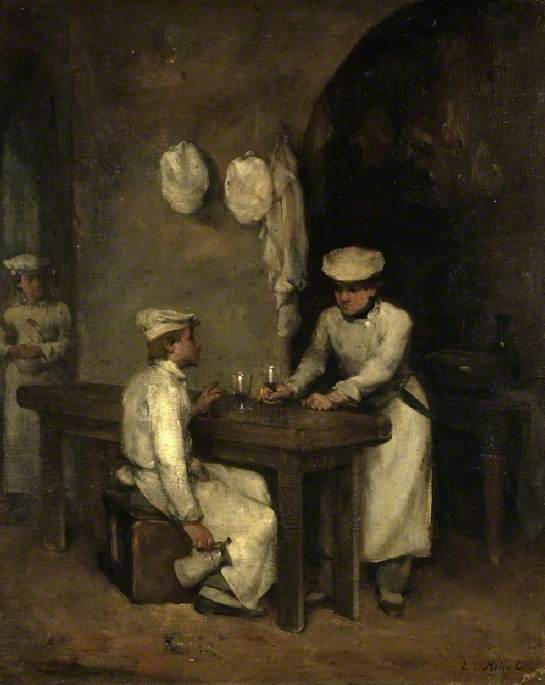
コック
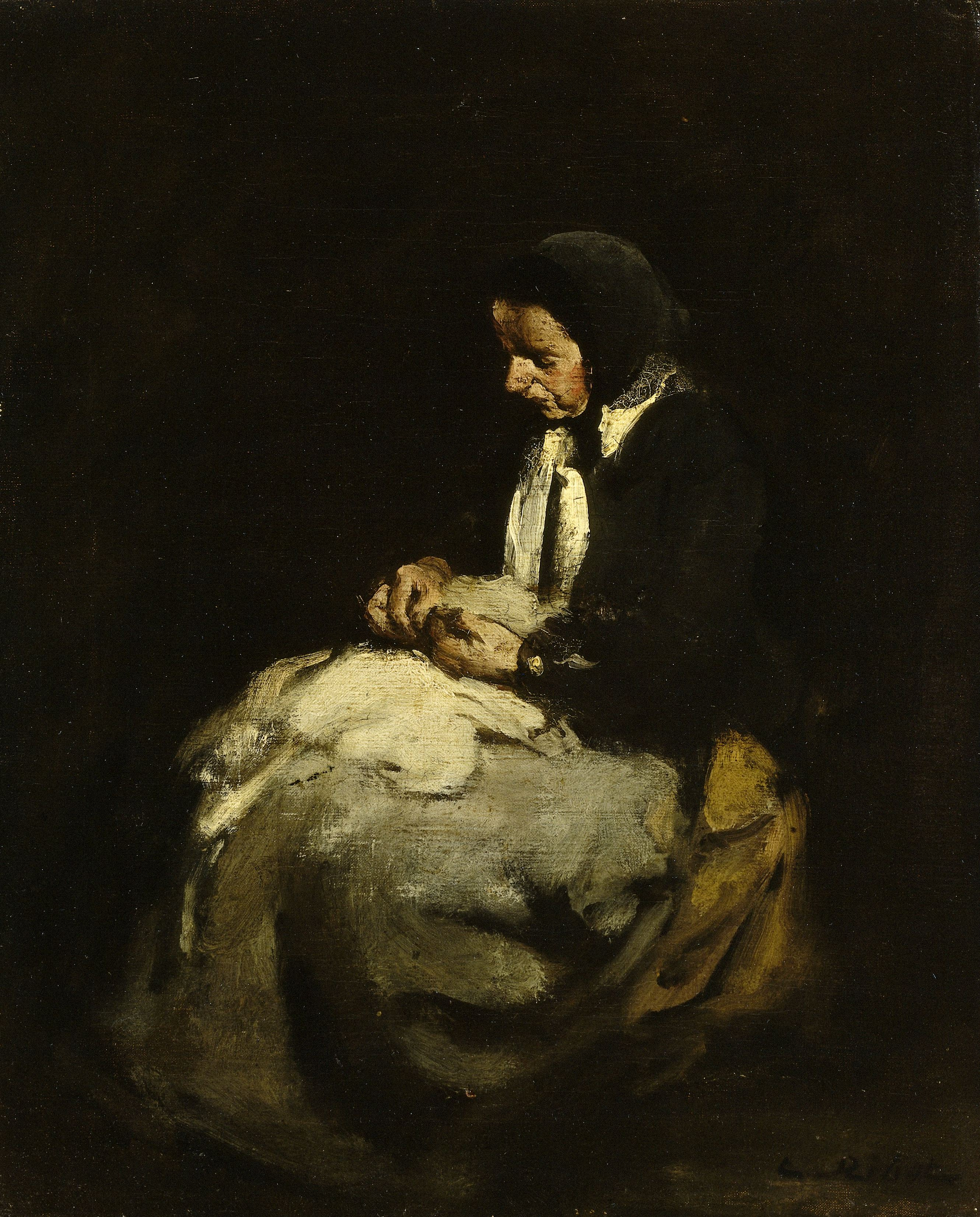
仕立て屋
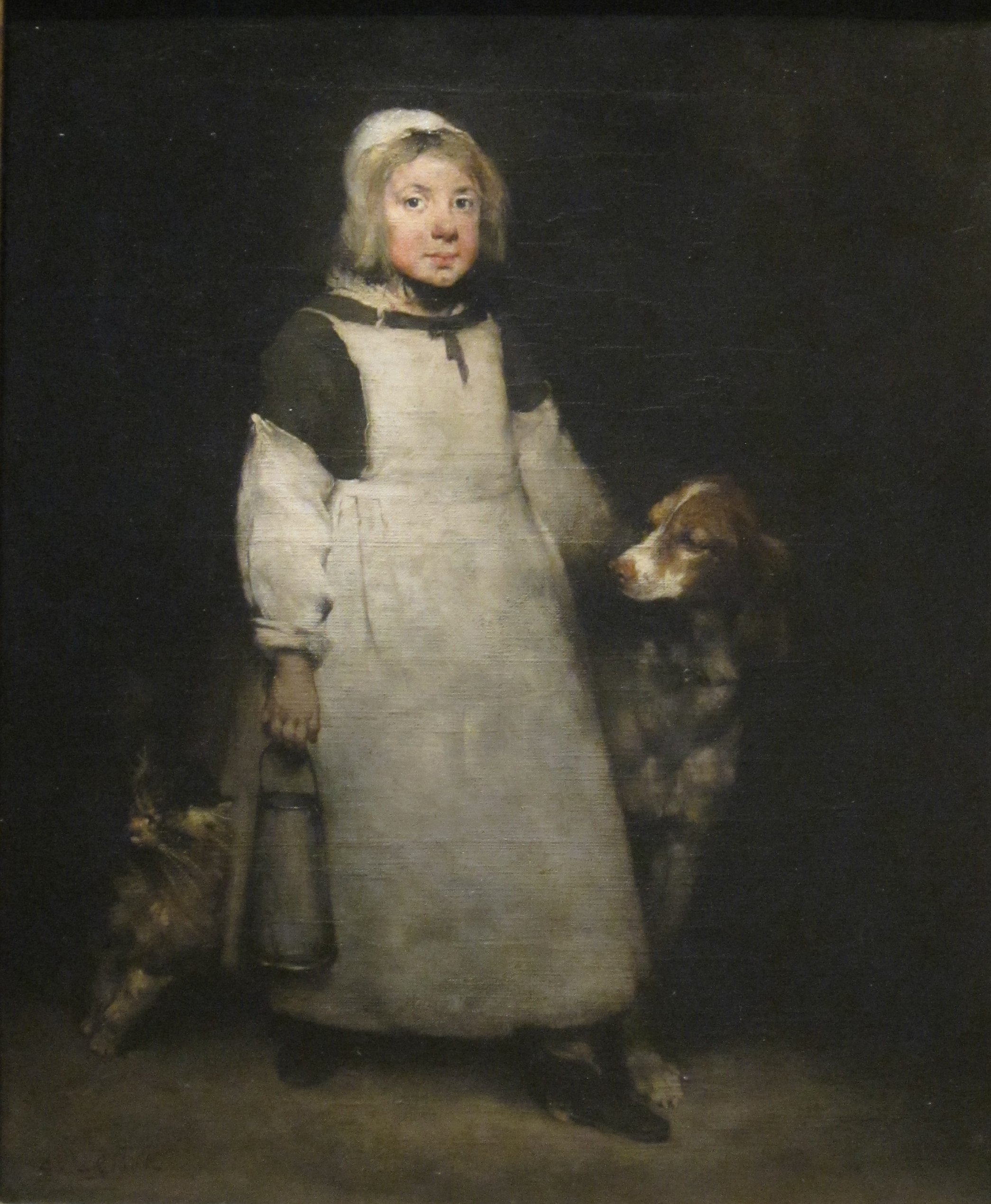
乳しぼりの子供
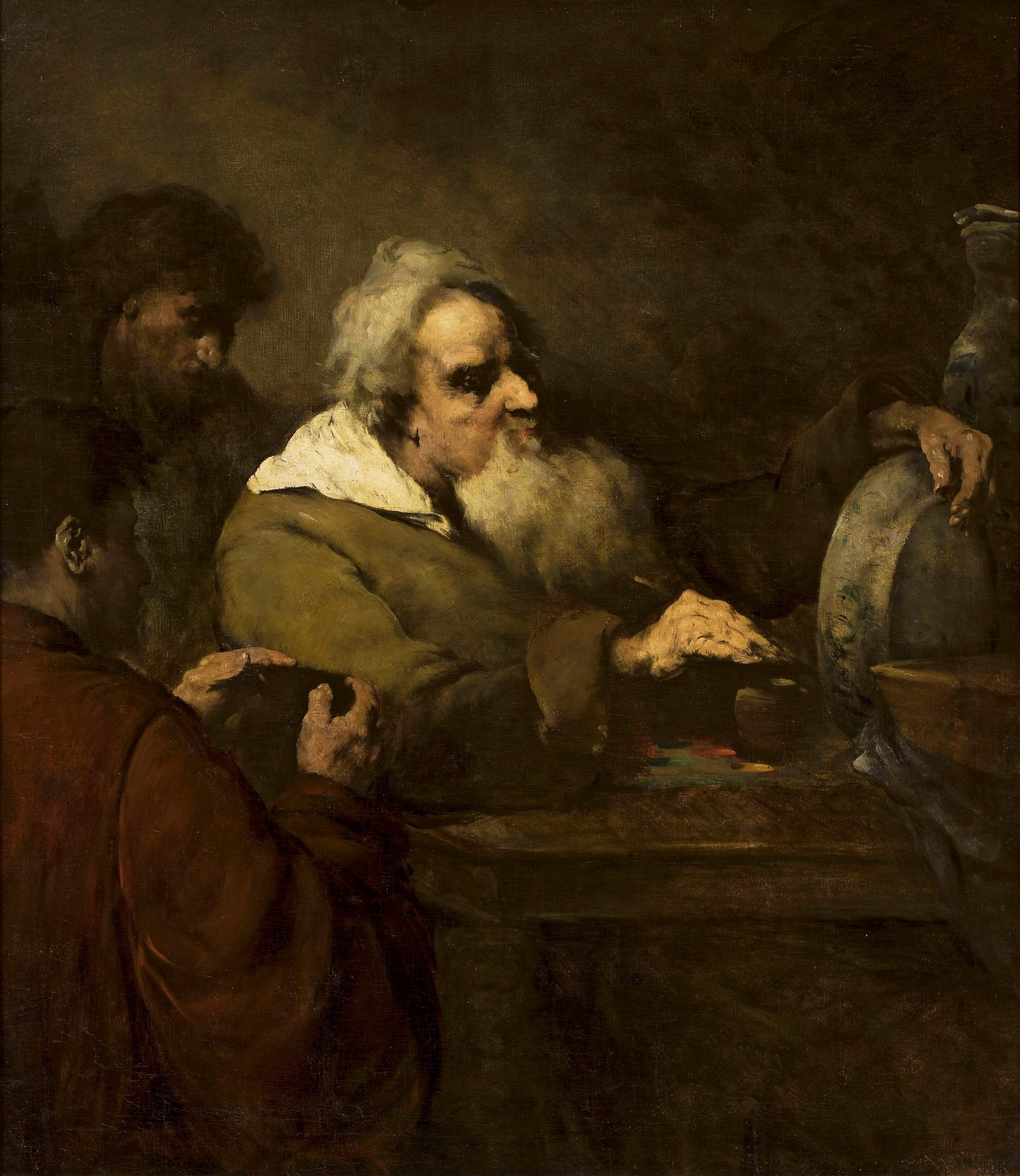
絵付師 (1870s)